# Acacia sericata
Acacia sericata — вид квіткових рослин з родини бобових. Ареал: Австралія (Західна Австралія, Північна територія).

## Середовище
Вид зазвичай розташований на плато та скелястих схилах, що складаються з кварциту, пісковика або латериту. Також зустрічається вздовж піщаних берегів річок як частина відкритих лісових, лісових та чагарникових угруповань.

## Біоморфологічна характеристика
Цей густий кущ або дерево зазвичай виростає до висоти від 2,5 до 7 метрів, але може досягати до 10 метрів, має шорстку та тріщинувату кору та волохаті гілочки. Тонкі шкірясті вічнозелені філодії мають нерівносторонньо яйцеподібну або еліптичну серпоподібну форму довжиною від 8 до 15  см і шириною від 2 до 6 см, з трьома-чотирма віддаленими головними жилками. Суцвіття мають кулясті квіткові голови з діаметром близько 5 мм і містять 30 білих квіток. Плоскі, голі та дерев'янисті стручки, що утворюються після цвітіння, мають довжину до 14 см та ширину від 2,2 до 3,5 см і вузькі крильця. Мальовнисто-коричневе насіння має довжину від 9 до 10 мм.